# Gradi militari della Grecia
La struttura dei ranghi delle forze armate elleniche ha le sue radici nelle tradizioni militari inglesi. L'esercito ellenico segue la scala gerarchica dei gradi della NATO. La posizione di Stratarchis  (Στρατάρχης, equivalente a feldmaresciallo o Generale dell'Esercito), è stata usata storicamente, ma non è più esistente. Venne inizialmente assegnato a re Costantino I per il suo comando nelle guerre balcaniche. Il grado venne successivamente assunto dai suoi successori fino all'abolizione della monarchia. L'unico ufficiale regolare a essere stato insignito del grado fu il generale Alexander Papagos il 28 ottobre, 1949.
Nell'aeronautica militare greca durante la monarchia c'era il rango di Archipterarchos (greco: Αρχιπτέραρχος) equivalente italiano di Maresciallo dell'aria della Regia Aeronautica titolo conferito solamente al re di Grecia.
Nella Marina greca il più alto grado della gerarchia militare è Navarchos (greco: Ναύαρχος), corrispondente al grado di ammiraglio e viene assegnato al capo di stato maggiore delle forze armate greche se proveniente dai ranghi della Marina.
durante la monarchia vi era il rango di Archinávarchos (αρχιναύαρχος), titolo puramente onorifico, equivalente a grande ammiraglio della Regia Marina Italiana o ammiraglio della flotta, la cui titolarità era riservata ai monarchi greci fino all'abolizione della monarchia nel 1974. Gli unici titolari del rango furono Giorgio II, Paolo e Costantino II.

## Gradi dell'Esercito greco

### Ufficiali
Distintivo di grado degli ufficiali dell'Esercito Greco
| Codice NATO | OF-10              | OF-9                | OF-8                        | OF-7                      | OF-6                 | OF-5                           | OF-4                                   | OF-3                     | OF-2             | OF-1                   | OF-1                          |
| ----------- | ------------------ | ------------------- | --------------------------- | ------------------------- | -------------------- | ------------------------------ | -------------------------------------- | ------------------------ | ---------------- | ---------------------- | ----------------------------- |
| Grecia      | nessun equivalente |                     |                             |                           |                      |                                |                                        |                          |                  |                        |                               |
| Grecia      | nessun equivalente | Στρατηγός Stratigos | Αντιστράτηγος Antistratigos | Υποστράτηγος Ypostratigos | Ταξίαρχος Taxiarchos | Συνταγματάρχης Syntagmatarchis | Αντισυνταγματάρχης Antisyntagmatarchis | Ταγματάρχης Tagmatarchis | Λοχαγός Lochagos | Υπολοχαγός Ypolochagos | Ανθυπολοχαγός Anthypolochagos |

### Sottufficiali e comuni
Distintivi di grado di sottufficiali e comuni
| Codice NATO             | OR-9                                                    | OR-9                                                    | OR-9                                                    | OR-9                                                    | OR-9                                                    | OR-9                                                    | OR-8                    | OR-8                    | OR-7                   | OR-7                   | OR-6                   | OR-6           | OR-6           | OR-6           | OR-6                  | OR-6                  | OR-5               | OR-5               | OR-5               | OR-5               | OR-5               | OR-5               | OR-4              | OR-4              | OR-3                    | OR-3                    | OR-2               | OR-2               | OR-2               | OR-2               | OR-2               | OR-2               | OR-1                                                        | OR-1                         |
| ----------------------- | ------------------------------------------------------- | ------------------------------------------------------- | ------------------------------------------------------- | ------------------------------------------------------- | ------------------------------------------------------- | ------------------------------------------------------- | ----------------------- | ----------------------- | ---------------------- | ---------------------- | ---------------------- | -------------- | -------------- | -------------- | --------------------- | --------------------- | ------------------ | ------------------ | ------------------ | ------------------ | ------------------ | ------------------ | ----------------- | ----------------- | ----------------------- | ----------------------- | ------------------ | ------------------ | ------------------ | ------------------ | ------------------ | ------------------ | ----------------------------------------------------------- | ---------------------------- |
| Grecia (Professionisti) |                                                         |                                                         |                                                         |                                                         |                                                         |                                                         |                         |                         |                        |                        |                        |                |                |                |                       |                       | nessun equivalente | nessun equivalente | nessun equivalente | nessun equivalente | nessun equivalente | nessun equivalente |                   |                   |                         |                         | nessun equivalente | nessun equivalente | nessun equivalente | nessun equivalente | nessun equivalente | nessun equivalente | solo distintivo d'Arma/Corpo                                | solo distintivo d'Arma/Corpo |
| Grecia (Professionisti) | (ΣΜΥ) (SMY)                                             | (ΕΠΟΠ-ΕΜΘ) (EPOP-EMTh)                                  | (ΣΜΥ) (SMY)                                             | (ΕΠΟΠ-ΕΜΘ) (EPOP-EMTh)                                  | (ΣΜΥ) (SMY)                                             | (ΣΜΥ) (SMY)                                             | (ΣΜΥ) (SMY)             | (ΕΠΟΠ-ΕΜΘ) (EPOP-EMTh)  | (ΕΠΟΠ-ΕΜΘ) (EPOP-EMTh) | (ΕΠΟΠ-ΕΜΘ) (EPOP-EMTh) | (ΕΠΟΠ-ΕΜΘ) (EPOP-EMTh) | (ΟΒΑ) (OVA)    | (ΟΒΑ) (OVA)    | (ΟΒΑ) (OVA)    | (ΕΠΟΠ/ΟΒΑ) (EPOP/OVA) | (ΕΠΟΠ/ΟΒΑ) (EPOP/OVA) | nessun equivalente | nessun equivalente | nessun equivalente | nessun equivalente | nessun equivalente | nessun equivalente |                   |                   |                         |                         | nessun equivalente | nessun equivalente | nessun equivalente | nessun equivalente | nessun equivalente | nessun equivalente |                                                             |                              |
| Grecia (Professionisti) | Ανθυπασπιστής Anthypaspistis                            | Ανθυπασπιστής Anthypaspistis                            | Ανθυπασπιστής Anthypaspistis                            | Ανθυπασπιστής Anthypaspistis                            | Ανθυπασπιστής Anthypaspistis                            | Ανθυπασπιστής Anthypaspistis                            | Αρχιλοχίας Archilochias | Αρχιλοχίας Archilochias | Επιλοχίας Epilochias   | Επιλοχίας Epilochias   | Λοχίας Lochias         | Λοχίας Lochias | Λοχίας Lochias | Λοχίας Lochias | Λοχίας Lochias        | Λοχίας Lochias        | nessun equivalente | nessun equivalente | nessun equivalente | nessun equivalente | nessun equivalente | nessun equivalente | Δεκανέας Dekaneas | Δεκανέας Dekaneas | Υποδεκανέας Ypodekaneas | Υποδεκανέας Ypodekaneas | nessun equivalente | nessun equivalente | nessun equivalente | nessun equivalente | nessun equivalente | nessun equivalente | Στρατιώτης Stratiotis                                       | Στρατιώτης Stratiotis        |
| Grecia (di leva)        |                                                         |                                                         |                                                         |                                                         |                                                         |                                                         | nessun equivalente      | nessun equivalente      | nessun equivalente     | nessun equivalente     |                        |                |                |                |                       |                       | nessun equivalente | nessun equivalente | nessun equivalente | nessun equivalente | nessun equivalente | nessun equivalente |                   |                   |                         |                         | nessun equivalente | nessun equivalente | nessun equivalente | nessun equivalente | nessun equivalente | nessun equivalente |                                                             | Nessun distintivo            |
| Grecia (di leva)        | Δόκιμος Έφεδρος Αξιωματικός Dokimos Efedros Axiomatikos | Δόκιμος Έφεδρος Αξιωματικός Dokimos Efedros Axiomatikos | Δόκιμος Έφεδρος Αξιωματικός Dokimos Efedros Axiomatikos | Δόκιμος Έφεδρος Αξιωματικός Dokimos Efedros Axiomatikos | Δόκιμος Έφεδρος Αξιωματικός Dokimos Efedros Axiomatikos | Δόκιμος Έφεδρος Αξιωματικός Dokimos Efedros Axiomatikos | nessun equivalente      | nessun equivalente      | nessun equivalente     | nessun equivalente     | Λοχίας Lochias         | Λοχίας Lochias | Λοχίας Lochias | Λοχίας Lochias | Λοχίας Lochias        | Λοχίας Lochias        | nessun equivalente | nessun equivalente | nessun equivalente | nessun equivalente | nessun equivalente | nessun equivalente | Δεκανέας Dekaneas | Δεκανέας Dekaneas | Υποδεκανέας Ypodekaneas | Υποδεκανέας Ypodekaneas | nessun equivalente | nessun equivalente | nessun equivalente | nessun equivalente | nessun equivalente | nessun equivalente | Υποψήφιος Έφεδρος Βαθμοφόρος Ypopsifios Efedros Bathmoforos | Στρατιώτης Stratiotis        |

## Gradi della Marina greca

### Ufficiali
| Codice NATO | OF-10           | OF-9                            | OF-8                                               | OF-7                                               | OF-6                                            | OF-5                                        | OF-4                                               | OF-3                                        | OF-2                                             | OF-1                                                         | OF-1                                    |
| ----------- | --------------- | ------------------------------- | -------------------------------------------------- | -------------------------------------------------- | ----------------------------------------------- | ------------------------------------------- | -------------------------------------------------- | ------------------------------------------- | ------------------------------------------------ | ------------------------------------------------------------ | --------------------------------------- |
| Grecia      | non equivalente |                                 |                                                    |                                                    |                                                 |                                             |                                                    |                                             |                                                  |                                                              |                                         |
| Grecia      | non equivalente | Ναύαρχος Navarchos (Ammiraglio) | Αντιναύαρχος Antinavarchos (Ammiraglio di squadra) | Υποναύαρχος Yponavarchos (Ammiraglio di divisione) | Αρχιπλοίαρχος Archiploiarchos (Contrammiraglio) | Πλοίαρχος Ploiarchos (Capitano di vascello) | Αντιπλοίαρχος Antiploiarchos (Capitano di fregata) | Πλωτάρχης Plotarchis (Capitano di corvetta) | Υποπλοίαρχος Ypoploiarchos (Tenente di vascello) | Ανθυποπλοίαρχος Anthypoploiarchos (Sottotenente di vascello) | Σημαιοφόρος Simaioforos (Guardiamarina) |

### Sottufficiali e comuni
| Codice NATO      | OR-9                                                                                                   | OR-9                                                                                                   | OR-9                                                                                                   | OR-9                                                                                                   | OR-9                                                                                                   | OR-9                                                                                                   | OR-8                                                  | OR-8                                                  | OR-7                                          | OR-7                                          | OR-6                           | OR-6                           | OR-6                           | OR-6                           | OR-6                           | OR-6                           | OR-5               | OR-5               | OR-4                     | OR-4                     | OR-4                     | OR-4                     | OR-3               | OR-3               | OR-2               | OR-2               | OR-1                     | OR-1                     |
| ---------------- | --- | --- | --- | --- | --- | --- | ----------------------------------------------------- | ----------------------------------------------------- | --------------------------------------------- | --------------------------------------------- | ------------------------------ | ------------------------------ | ------------------------------ | ------------------------------ | ------------------------------ | ------------------------------ | ------------------ | ------------------ | ------------------------ | ------------------------ | ------------------------ | ------------------------ | ------------------ | ------------------ | ------------------ | ------------------ | ------------------------ | ------------------------ |
| (Professionisti) | | | | | | |                                                       |                                                       |                                               |                                               |                                |                                |                                |                                |                                |                                | nessun equivalente | nessun equivalente | uomini                   | uomini                   | donne                    | donne                    | nessun equivalente | nessun equivalente | nessun equivalente | nessun equivalente | uomini                   | donne                    |
| (Professionisti) | (ΣΜΥΝ) (SMYN)                                                                                          | (ΕΠΟΠ-ΕΜΘ) (EPOP-EMTh)                                                                                 | (ΣΜΥΝ) (SMYN)                                                                                          | (ΕΠΟΠ-ΕΜΘ) (EPOP-EMTh)                                                                                 | (ΣΜΥΝ) (SMYN)                                                                                          | (ΣΜΥΝ) (SMYN)                                                                                          | (ΕΜΘ) (EMTh)                                          | (ΕΜΘ) (EMTh)                                          | (ΕΠΟΠ) (EPOP)                                 | (ΕΠΟΠ) (EPOP)                                 | (ΕΠΟΠ) (EPOP)                  | (ΕΠΟΠ) (EPOP)                  | (ΕΠΟΠ) (EPOP)                  | (ΕΠΟΠ) (EPOP)                  | (ΕΠΟΠ) (EPOP)                  | (ΕΠΟΠ) (EPOP)                  | nessun equivalente | nessun equivalente |                          |                          |                          |                          | nessun equivalente | nessun equivalente | nessun equivalente | nessun equivalente |                          |                          |
| (Professionisti) | Ανθυπασπιστής Anthypaspistis (Maresciallo)                                                             | Ανθυπασπιστής Anthypaspistis (Maresciallo)                                                             | Ανθυπασπιστής Anthypaspistis (Maresciallo)                                                             | Ανθυπασπιστής Anthypaspistis (Maresciallo)                                                             | Ανθυπασπιστής Anthypaspistis (Maresciallo)                                                             | Ανθυπασπιστής Anthypaspistis (Maresciallo)                                                             | Αρχικελευστής Archikeleustis (sergente maggiore capo) | Αρχικελευστής Archikeleustis (sergente maggiore capo) | Επικελευστής Epikeleustis (Sergente maggiore) | Επικελευστής Epikeleustis (Sergente maggiore) | Κελευστής Keleustis (Sergente) | Κελευστής Keleustis (Sergente) | Κελευστής Keleustis (Sergente) | Κελευστής Keleustis (Sergente) | Κελευστής Keleustis (Sergente) | Κελευστής Keleustis (Sergente) | nessun equivalente | nessun equivalente | Δίοπος Diopos (Caporale) | Δίοπος Diopos (Caporale) | Δίοπος Diopos (Caporale) | Δίοπος Diopos (Caporale) | nessun equivalente | nessun equivalente | nessun equivalente | nessun equivalente | Ναύτης Nautis (Marinaio) | Ναύτης Nautis (Marinaio) |
| Grecia (di leva) | | | | | | | nessun equivalente                                    | nessun equivalente                                    | nessun equivalente                            | nessun equivalente                            |                                |                                |                                |                                |                                |                                | nessun equivalente | nessun equivalente |                          |                          |                          |                          | nessun equivalente | nessun equivalente | nessun equivalente | nessun equivalente |                          |                          |
| Grecia (di leva) | Σημαιοφόρος Επίκουρος Αξιωματικός Simaioforos Epikouros Axiomatikos (Assistente ufficiale di bandiera) | Σημαιοφόρος Επίκουρος Αξιωματικός Simaioforos Epikouros Axiomatikos (Assistente ufficiale di bandiera) | Σημαιοφόρος Επίκουρος Αξιωματικός Simaioforos Epikouros Axiomatikos (Assistente ufficiale di bandiera) | Σημαιοφόρος Επίκουρος Αξιωματικός Simaioforos Epikouros Axiomatikos (Assistente ufficiale di bandiera) | Σημαιοφόρος Επίκουρος Αξιωματικός Simaioforos Epikouros Axiomatikos (Assistente ufficiale di bandiera) | Σημαιοφόρος Επίκουρος Αξιωματικός Simaioforos Epikouros Axiomatikos (Assistente ufficiale di bandiera) | nessun equivalente                                    | nessun equivalente                                    | nessun equivalente                            | nessun equivalente                            | Κελευστής Keleustis (Sergente) | Κελευστής Keleustis (Sergente) | Κελευστής Keleustis (Sergente) | Κελευστής Keleustis (Sergente) | Κελευστής Keleustis (Sergente) | Κελευστής Keleustis (Sergente) | nessun equivalente | nessun equivalente | Δίοπος Diopos (Caporale) | Δίοπος Diopos (Caporale) | Δίοπος Diopos (Caporale) | Δίοπος Diopos (Caporale) | nessun equivalente | nessun equivalente | nessun equivalente | nessun equivalente | Ναύτης Nautis (Marinaio) | Ναύτης Nautis (Marinaio) |

Equivalente della Marina Militare Italiana
- Nautis - Comune di prima classe
- Diopos - Sottocapo
- Klirotos Keleustis - sergente (solo di leva)
- Keleustis - secondo capo scelto secondo capo sergente
- Epikeleustis - capo di terza classe capo di seconda classe
- Archikelefstis - capo di prima classe Primo maresciallo
- Anthipaspistis - Primo maresciallo luogotenente

## Gradi dell'Aeronautica militare greca
| Ufficiali            | Ufficiali  | Ufficiali        | Ufficiali        | Ufficiali          | Ufficiali  | Ufficiali          | Ufficiali   | Ufficiali | Ufficiali   | Ufficiali       |
| Equivalente NATO     | OF-9       | OF-8             | OF-7             | OF-6               | OF-5       | OF-4               | OF-3        | OF-2      | OF-1        | OF-1            |
| -------------------- | ---------- | ---------------- | ---------------- | ------------------ | ---------- | ------------------ | ----------- | --------- | ----------- | --------------- |
| Distintivo di grado  |            |                  |                  |                    |            |                    |             |           |             |                 |
| Grado                | Pterarchos | Antipterarchos   | Ypopterarchos    | Taxiarchos         | Sminarchos | Antisminarchos     | Episminagos | Sminagos  | Yposminagos | Anthyposminagos |
| greco                | Πτέραρχος  | Αντιπτέραρχος    | Υποπτέραρχος     | Ταξίαρχος          | Σμήναρχος  | Αντισμήναρχος      | Επισμηναγός | Σμηναγός  | Υποσμηναγός | Ανθυποσμηναγός  |
| Equivalente italiano | Generale   | Tenente generale | Maggior generale | Brigadier generale | Colonnello | Tenente Colonnello | Maggiore    | Capitano  | Tenente     | Sottotenente    |

| Distintivo di grado. |                       |              |                            |                        |                        |                   |                   |                      |                 |               | Nessun distintivo  |
| Grado                | Anthypaspistis        | Archisminias | Archisminias Emth-ΜΕΕ-Epop | Episminias             | Episminias Emth-Epop   | Sminias           | Sminias Emth-Epop | Klirotos Sminias     | Yposminias EPOP | Sminitis EPOP | Sminitis           |
| Greco                | Ανθυπασπιστής         | Αρχισμηνίας  | Αρχισμηνίας ΕΜΘ-ΜΕΕ-ΕΠΟΠ   | Επισμηνίας             | Επισμηνίας ΕΜΘ-ΕΠΟΠ    | Σμηνίας           | Σμηνίας ΕΜΘ-ΕΠΟΠ  | Κληρωτός Σμηνίας     | Υποσμηνίας ΕΠΟΠ | Σμηνίτης ΕΠΟΠ | Σμηνίτης           |
| Equivalente italiano | 1° M.llo Luogotenente | Maresciallo  | Maresciallo                | Sergente maggiore capo | Sergente maggiore capo | Sergente maggiore | Sergente maggiore | Sergente (coscritto) | Primo aviere    | Aviere        | Aviere (coscritto) |